# Applied Biosystems
Applied Biosystems es el nombre original de una empresa de biotecnología pionera fundada en 1981 en Foster City, California, en la zona de la Bahía de San Francisco. Durante los años 80, operaba de forma independiente y fabricaba productos bioquímicos, además de automatizar instrumentos de investigación de ingeniería genética así como de diagnóstico, entre los que se incluye la principal marca de maquinaria de secuenciación de ADN, utilizada por el consorcio de centros del Proyecto Genoma Humano. Los vínculos de Applied Biosystem llevaron a la idea de crear Celera Genomics en 1998, como uno de los competidores independientes para con el consorcio.
En 1993, Applied Biosystems dejó de cotizar en el Nasdaq tras ser adquirida por la empresa conocida entonces como Perkin-Elmer. PE Applied Biosystems Division, como división de la matriz se consolidó en 1998 con otras adquisiciones hasta convertirse en la división principal, bajo el nombre de PE Biosystems Division. En 1999, su empresa matriz sufrió una reorganización y cambió a PE Corporation, y el grupo PE Biosystems Group pasó una vez más a cotizar como tracking stock o acción reflejo de la empresa matriz, junto con la empresa Celera Genomics.
En el año 2000, la empresa matriz pasó a denominarse Applera Corporation. El nombre Applied Biosystems también volvió a retomarse en ese mismo año, aunque el nombre de las acciones sí pasó de PE Applied Biosystems Group a Applera Corporation-Applied Biosystems Group, una empresa del índice S&P 500, que permanece como grupo que cotiza en bolsa dentro de Applera Corp, junto con su grupo de operaciones filial, Applera Corporation-Celera Group. Applera obtiene su nombre de la combinación de dos componentes de los grupos, Appl(iedCel)era.
En noviembre de 2008, una fusión entre Applied Biosystems y Invitrogen fundó “un líder global en reactivos biotecnológicos y sistemas”. La nueva empresa se denomina Life Technologies.

## Historia
En mayo de 1981, la empresa se fundó por dos ingenieros de  Hewlett Packard, Andre Marion y Sam Eletr.
En agosto de 1982, Applied Biosystems presentó su primer instrumento comercial, el Modelo 470A de secuenciación de proteínas. Esta máquina permitía a los científicos determinar el orden de los aminoácidos dentro de una proteína purificada, lo que a su vez, correlacionaba la función de la proteína. Con 40 empleados, la empresa registró sus primeros ingresos que ascendieron a 402.000 dólares.
En 1983, la empresa estaba liderada por su nuevo presidente, Michael W. Hunkapiller. La empresa duplicó su número de empleados a 80 y sus acciones empezaron a cotizar en NASDAQ bajo el nombre de ABIO, con unos ingresos de 5.9 millones de dólares. Un producto nuevo fue una etiqueta molecular fluorescente para los ensayos de inmunodiagnóstico. La empresa presentó su segundo instrumento comercial, el Modelo 380A, un Sintetizador de ADN, que hacía oligonucleótidos, breves hebras de ADN para la reacción en cadena de la polimerasa, la secuenciación de ADN y la identificación genética. Los dos secuenciadores y los productos sintetizadores permitían a los biólogos clonar genes mediante la creación de oligonucleótidos con la secuencia de proteína de ADN deseada. 
La secuenciación de ADN automatizada comenzó en el California Institute of Technology, mediante el uso de tintes fluorescentes, con los Derechos para dicha tecnología concedidos a Applied Biosystems. En CIT, el Dr. Leroy Hood y el Dr. Lloyd Smith, juntos fueron pioneros en la creación de las primeras máquinas de secuenciación de ADN.
En 1984, las ventas de  Applied Biosystems se triplicaron, ascendiendo a más de 18 millones de dólares, con un beneficio por segundo año consecutivo y con una plantilla de 200 empleados. Entre sus servicios se incluían la sintetización de ADN personalizado así como de fragmentos de proteínas, y la secuenciación de muestras de proteínas enviadas por clientes. Se introdujo el tercer instrumento a destacar fabricado por Applied, el Modelo 430A, el Sintetizador de Péptidos.
En 1985, las ventas de Applied Biosystems se incrementaron alrededor de un 70%, hasta superar los 35 millones de dólares, registrando así un tercer año consecutivo de beneficios. Entre los productos nuevos se encontraban el Modelo 380B y el Modelo 381A, ambos Sintetizadores de ADN. Ese año la empresa se expandió de forma internacional por primera vez al establecer una filial en el Reino Unido, propiedad en su totalidad de Applied Biosystems, para así evitar gastos de envío en la venta de los productos químicos, las cuales ascendían a un 17% de las ventas totales. También en 1985, Applied Biosystems adquirió Brownlee Labs, un fabricante de columnas y bombas para los sistemas de cromatografía líquida de alta presión, después de que su fundador, Robert Brownlee fuera diagnosticado con complejo asociado al sida en 1984. La tecnología de Brownlee trajo consigo la creación del Modelo 120A PTH, el Analizador de Aminoácidos. Sin embargo, Brownlee comenzó una nueva empresa, que fue considerada un competidor para Applied. En 1989, Applied y Brownlee resolvieron la situación en un juicio. En 1990, Brownlee debatió públicamente cuáles habían sido sus contribuciones a la turbulenta relación con Applied antes de morir a comienzos del año siguiente.
En 1986, las ventas se incrementaron un 45%, ascendiendo a alrededor de 52 millones de dólares. La empresa introdujo seis nuevos productos, lo que suponía que contaban con once instrumentos automatizados. La presentación del Modelo 370A, el Sistema de Secuenciación de ADN mediante el uso de etiquetas fluorescentes revolucionó el descubrimiento del gen. El Modelo 340A, el Extractor de Ácido Nucleico, pasó a utilizarse en los laboratorios para aislar al ADN de las bacterias, la sangre y los tejidos. 
En 1987, las ventas se incrementaron un 63%, ascendiendo a US$85 millones, con una plantilla de 788 empleados y seis instrumentos nuevos. Applied Biosystems adquirió la División Katros de Spectros International PLC.
Ya en 1988, la línea de producción había ascendido a 25 instrumentos automatizados diferentes, con más de 400 componentes y columnas de cromatografía líquida y unos 320 productos químicos, bioquímicos y consumibles. Las ventas se incrementaron a más de 132 millones de dólares y contaba con alrededor de 1000 empleados en ocho países. Por primera vez, ese año la ciencia genética logró identificar a las personas por su ADN.
En 1989, las ventas alcanzaron casi los 160 millones de dólares. Applied Biosystems contaba con 15 oficinas en 9 países diferentes e introdujo cuatro productos nuevos. La empresa desarrolló los reactivos basados en enzimas fabricados por Promega Corporation y en el ámbito de la bioinformática, contaba con la autorización de TRW Inc. Asimismo, comenzó la comercialización conjunta con Perkin Elmer Corporation y Cetus Corporation de instrumentos y reactivos para la replicación de ADN, el segmento con mayor crecimiento en el mundo de la biotecnología.
En 1990, las ventas de instrumentos sufrieron una caída cíclica, durante la recesión económica de 1990-1991. Por primera vez, los ingresos de Applied no se incrementaron y no alcanzaron los 159 millones de dólares, con una plantilla de 1334 empleados. Entre los nuevos productos desarrollados por la empresa se encontraban nuevos instrumentos para la robótica y la detección de fragmentos de ADN que utilizaban el etiquetado fluorescente de la empresa. También en 1990, el gobierno estadounidense aprobó respaldar el Proyecto Genoma Humano. El Dr. James D.Watson, que fundó el consorcio, vaticinó que el proyecto se completaría en 15 años desde su fecha de inicio en 1990, con un coste 3.000.000 millones de dólares. Durante los años siguientes, Japón comenzó un proyecto para secuenciar el genoma del arroz y otros programas iniciaron programas para secuenciar los genomas de ratones, la mosca de la fruta y la levadura.
En 1991, las ventas de Applied se incrementaron en cierta medida alcanzando los 164 millones de dólares, con consumibles y los contratos de servicio incrementándose un 24%, lo que supuso un 47% de las ventas totales y tanto el secuenciador de ADN como los instrumentos sintetizadores de ADN obtuvieron cifras sin precedentes. Se introdujeron cuarenta y cinco consumibles y seis instrumentos nuevos.
En 1992, los ingresos obtenidos de las ventas aumentaron en más de un 11% hasta alcanzar los 182 millones de dólares. Europa representaba el 25% de estos beneficios, y tanto Asia como los países de la costa del Pacífico el 26%. La empresa creó una filial nueva, Lynx Therapeutics, Inc., que se centraría en la investigación de ADN antisentido en el área terapéutica de leucemia mieloide crónica, melanoma, cáncer colorrectal y sida.

## Perkin-Elmer
En febrero de 1993, Applied Biosystems fue adquirido por Perkin Elmer y se convirtió en Applied Biosystems Division, como parte del segmento de mercado de las ciencias biológicas de dicha empresa. Michael W. Hunkapiller, Doctor, que había sido Presidente y director general de Applied Biosystems desde 1983 pasó a ser vicepresidente Senior de Perkin Elmer y presidente de la División de Applied Biosystems. Ese mismo año la empresa se convirtió en el principal fabricante de instrumentos y reactivos para la reacción en cadena de la polimerasa. Comercializó paquetes de reactivos de la reacción en cadena de la polimerasa junto con la empresa Hoffman-La Roche Inc.
En 1994, Perkin Elmer registró ingresos superiores a los 1000 millones de dólares, de los cuales las ciencias biológicas suponían el 42% del negocio. La empresa contaba con 5954 empleados. Se había creado una industria altamente competitiva en genómica para el desarrollo de nuevos productos farmacéuticos basada en el trabajo del Proyecto Genoma Humano. Empresas como Human Genome Sciences en Maryland, Myriad Genetics en Utah, INCYTE Pharmaceuticals en California, y Millennium Pharmaceuticals confiaron en Applied Biosystems Division, quien fabricaba los termocicladores y secuenciadores automatizados para estas nuevas empresas genómicas.
En 1995, Perkin Elmer vendió su termociclador número 30.000. Para cumplir con los objetivos del Proyecto Genoma Humano, Perkin Elmer desarrolló kits de mapeado con marcadores cada 10 millones de bases junto con cada cromosoma. En ese mismo año, la huella genética mediante el uso de la reacción en cadena de la polimerasa se aceptó en los juicios como prueba forense fiable.

## PE Applied Biosystems
En 1996, Tony L. White, de Baxter International Inc. fue elegido presidente y director general de Perkin Elmer y la reorganizó creando dos divisiones que operaban de forma separada, Analytical Instruments y PE Applied Biosystems. La división PE Applied Biosystems con unos ingresos que ascendieron un 26%, equivalía a la mitad de los ingresos totales obtenidos por Perkin-Elmer.
En 1997, los ingresos alcanzaron alrededor de los 1.300 millones de dólares, de los cuales 653 millones de dólares procedían de PE Applied Biosystems. La empresa adquirió GenScope, Inc., y Linkage Genetics, Inc. La unidad Linkage Genetics se combinó con Zoogen para crear PE AgGen, que se especializaba en servicios de análisis genético para el cultivo de plantas y la cría de animales. La división PE Applied Biosystems se asoció con Hyseq, Inc. para trabajar en la nueva tecnología de chip de ADN y también trabajó con Tecan U.S., Inc., en los sistemas de automatización de la química combinatoria. Además, colaboró con Molecular Informatics, Inc., en la gestión de datos genéticos y los sistemas automatizados de análisis. 

## PE Biosystems
En 1998, PE Applied Biosystems pasó a llamarse PE Biosystems, y los ingresos de la división alcanzaron los 871 millones de dólares. En enero de 1998, Perkin Elmer adquirió PerSeptive Biosystems de Framingham, Massachusetts. Era una empresa líder en el ámbito de la bioinstrumentación donde se crearon los sistemas de purificación biomolecular para el análisis de las proteínas. El Doctor Noubar B. Afeyan, había sido el fundador, Presidente y director general de PerSeptive y con la empresa sucesoria Perkin Elmer creó las acciones de seguimiento para Celera.
Ese mismo año, Perkin Elmer formó la división PE Biosystems mediante la consolidación de Applied Biosystems, PerSeptive Biosystems, Tropix y PE Informatics. Informatics se creó a raíz de la combinación de Perkin Elmer con otras dos adquisiciones, Molecular Informatics y Nelson Analytical Systems, que se unieron a las unidades ya existentes de la empresa.
Mientras se planificaba la siguiente generación de maquinaria, el presidente de PE Biosystems, Michael W. Hunkapiller, calculó que sería posible que su propio sector privado pudiera decodificar el genoma humano antes de que el consorcio de expertos lo completara, mediante el uso de los recursos de un único centro a escala industrial, aunque conllevaría partir de cero. Se trataba de una predicción muy osada, dado que la fecha límite del consorcio establecida por el Doctor Watson en 1990 había sido el año 2004, y además, el consorcio ya había completado más de la mitad del plazo para completar dicho objetivo.
Asimismo, esto suponía que la idea del Dr. Hunkapiller requeriría competir contra sus propios clientes, aquellos a los que había vendido sus secuenciadores y reactivos químicos con anterioridad. Sin embargo, consideró que esto también supondría que el mercado para dichos equipos se duplicaría. Hunkapiller contrató al Dr. J. Craig Venter para que dirigiera el proyecto. Tony White, Presidente de Perkin Elmer Corporation respaldó a Hunkapiller en su idea. Organizaron una empresa nueva para lograr su objetivo. En mayo de 1998, Celera Genomics se fundó para acelerar el proceso de secuenciación de ADN lo más rápido posible. El Dr. Venter declaró a los medios con osadía que completaría la decodificación del genoma para el año 2001. Esta relevación tan audaz provocó que el consorcio acelerara su fecha límite unos cuantos años, al 2003.
Asimismo, en 1998, PE Biosystems se asoció con Hitachi, Inc., para desarrollar los sistemas de análisis genéticos basados en la electroforesis, lo que conllevó a la creación de su principal instrumento genómico, el Modelo ABI PRISM 3700, el Analizador de ADN, que adelantó el proyecto de secuenciación del Genoma Humano casi cinco años. Las asociaciones vendieron cientos de los 3700 analizadores a Celera así como a otras empresas alrededor del mundo. La nueva máquina costaba 300.000 dólares cada una, pero suponía un gran salto con respecto a su predecesora, el Modelo 377, y ésta estaba totalmente automatizada lo que permitía que la decodificación pudiera realizarse de forma continua sin apenas supervisión. Según Venter, la máquina era tan revolucionaria que podía decodificar en un solo día la misma cantidad de material genético que la mayoría de los laboratorios de ADN en un año. 
El consorcio público también adquirió uno de los 3700 secuenciadores de PE Biosystems y había considerado comprar 200 más. La máquina resultó ser tan rápida que para finales de marzo de 1999, el consorcio anunció que había revisado la fecha límite y que para la primera del año 200 presentaría “un primer boceto de la secuencia” para un 80% del genoma humano. A finales de 1998, las ventas del Grupo PE Biosystems alcanzaron los 940 millones de dólares.

## PE Corporation
En 1999, para concentrarse en la nueva genómica, Perkin Elmer Corporation pasó a denominarse PE Corporation, y vendió su antigua división de Instrumentos Analíticos a EG&G, Inc., que a su vez también adquirió el nombre de Perkin Elmer. PE Biosystems permaneció dentro de PE Corp. y pasó a denominarse PE Biosystems Group, con un total de 3500 empleados y unos ingresos netos superiores a los 1.200 millones de dólares. Se desarrollaron nuevos instrumentos que se vendieron para la identificación humana forense, la identificación y caracterización de la proteína así como la identificación de la vía metabólica.
El 27 de abril de 1999, los accionistas de Perkin Elmer Corporation aprobaron la reorganización de Perkin-Elmer a PE Corporation, una empresa basada únicamente en las ciencias biológicas. Cada acción del valor Perkin-Elmer (PKN) debía cambiarse por una acción y por una mitad de acción respectivamente, de las dos nuevas acciones de seguimiento de los dos componentes de los grupos de Ciencias Biológicas, PE Biosystems Group y Celera Genomics Group.
El 28 de abril de 1999, se emitieron las dos acciones de seguimiento reemplazadas para la nueva PE Corporation a los accionistas. El Dr. Michael W. Hunkapiller permaneció como vicepresidente Senior de PE Corporation y como presidente de PE Biosystems. 
El 6 de mayo de 1999, la recapitalización de la empresa tuvo como resultado la emisión de dos nuevos tipos de acciones ordinarias, denominadas PE Corporation-PE Biosystems Group Common Stock y PE Corporation-Celera Genomics Group Common Stock. En esa fecha, la cotización de ambas acciones comenzó con gran entusiasmo en la Bolsa de Nueva York.
El 17 de julio de 1999, la Junta Directiva de PE Corporation anunció un aumento de las acciones sin incrementar el capital para las acciones ordinarias PE Biosystems Group Common Stock.
Para enero del año 2000, el segmento genómico de la burbuja tecnológica se encontraba en pleno auge. Celera Genomics (CRA) y PE Biosystems (PEB) se encontraban entre las cinco empresas pioneras líder en ese momento, junto con Incyte Genomics, Human Genome Sciences, y Millennium Pharmaceuticals. Los valores de estas cinco empresas habían superado los 100 dólares por acción en el mercado, poco antes de su caída en picado.

## Applera
El 30 de noviembre de 2000, PE Corporation pasó a denominares Applera, combinando así los dos nombres Applied y Celera. Contaba con 5000 empleados. El Grupo PE Biosystems pasó nuevamente a llamarse Applied Biosystems Group, y modificó su código valor de PEB a ABI. Sus ingresos netos ascendieron a alrededor de US$ 1,400 millones. Celera obtuvo grandes titulares históricos ese año al anunciar que había completado la secuenciación y el primer ensamble de los dos genomas más grandes de la historia, el de la mosca de la fruta y el del ser humano.
En el año 2001, la división de Applera para Applied Biosystems obtuvo unos beneficios de 1.600 millones de dólares y desarrolló un nuevo instrumento de estación específico para el ámbito de la proteómica que se había convertido en el principal aspecto de negocio de Celera, a medida que se alejaba de la investigación del genoma. El instrumento analizaba 1000 muestras de proteína a la hora.
El 22 de abril de 2002, el Grupo Celera Genomics anuncia su decisión de transferir su labor de comercialización de datos a partir de su base genética a su empresa filial, Applied Biosystems Group. Por el contrario, Celera se dedica al desarrollo de productos farmacéuticos. Applied Biosystems se encontraba en mejor situación para hacerse cargo de la base de datos, dado que Applied ya tenía establecidas todas las herramientas de comercialización de sus instrumentos. Los planes consistían en la expansión de dichas ventas y las de la base de datos a un sistema de comercio electrónico.
En el año 2002, Applied Biosystems obtuvo unos beneficios de 1.600 millones de dólares durante el año y obtuvo el control de Celera para con Celera Discovery System (CDS), una herramienta de datos que puede responder a cuestiones específicas sobre genómica y proteómica, incluidos los nuevos datos genéticos de miles de poliformismos de nucleótido simple dentro del genoma humano. La empresa desarrolló otra herramienta nueva que combinaba por primera vez la unión de tecnologías cuadrupolar y de trampa de iones dentro de la investigación proteómica.
La base de datos permanecería con Celera debido a complicaciones con la aprobación de los accionistas. Celera mantendría la responsabilidad de su mantenimiento y respaldo a los clientes existentes y recibiría los royalties de Applied Biosystems.
En el año 2003, Catherine Burzik pasó a formar parte de la Dirección de Applied procedente de Ortho-Clinical Diagnostics. Applied desarrolló una nueva herramienta que medía la interacción entre anticuerpos / antígenos en un análisis cinético en tiempo real de hasta 400 interacciones de forma simultánea.
En el año 2004, el presidente de Applied, Mike Hunkapiller, se jubiló y fue reemplazado por Cathy Burzik como Presidenta de Applied Biosystems. Applera colaboró con General Electric, Abbott Laboratories, Seattle Genetics y Merck en el desarrollo de diagnósticos. Applied Biosystems también colaboró con Northrop Grumman y Cephied de Sunnyvale, California, para detectar Bacillus anthracis durante el caso de la contaminación de ántrax del servicio postal estadounidense.
En el año 2005, la empresa presentó nuevas herramientas para la cuantificación de pequeñas moléculas en el desarrollo de productos farmacéuticos. En México, Applied Biosystems colaboró con el Instituto Nacional de Medicina Genómica (INMEGEN) y estableció una Unidad de Secuenciación y Genotipificación Applied Biosystems en INMEGEN.
En el año 2006, Applied Biosystems adquirió la División de Investigación de Productos de Ambion, un proveedor de reactivos y productos basado en el ácido ribonucleico. Ese año, con la amenaza de la Gripe A, Subtipo H5NI, “gripe aviar”, la empresa lanzó una iniciativa global para identificar y llevar un seguimiento de este tipo de enfermedades infecciosas. 
En el año 2006, Applied Biosystems también adquirió Agencourt Personal Genomics, en Beverly, MA, para comercializar el sistema de secuenciación de Agencourt, SOLiD.
En el año 2007, se anunció el Sistema SOLiD, una plataforma de secuenciación de ADN de siguiente generación.
En el año 2008, Applied Biosystems se fusionó con Invitrogen.